# Monts Sinjar
Les monts Sinjar (en arabe : جبل سنجار, kurde : چیای شه‌نگال/شه‌نگار, araméen : ܛܘܪܐ ܕܫܝܓܪ) sont une chaîne de montagnes de faible ampleur d'une centaine de kilomètres de long, relativement isolée, située à l'ouest de la ville de Tall Afar et à proximité nord de la ville éponyme de Sinjâr, dans la province de Ninive, dans le Nord-Ouest de l'Irak.

## Géographie

Structures anticlinales de la province de Ninive avec les monts Sinjar à l'ouest.

Les monts Sinjar sont la plus longue et la plus occidentale structure d'un ensemble de crêtes anticlinales situées dans la province de Ninive.
Ils sont constitués de sédiments miocènes. Le massif recèle un type particulier d'antarcticite (catégorie des halogénures selon la classification de Strunz), dénommée sinjarite.

## Population
Les monts Sinjar sont principalement peuplés par des Yézidis qui les vénèrent et les considèrent comme l'endroit le plus haut où l'arche de Noé s'est installée après le Déluge biblique.
En août 2014, environ 40 000 Yazidis attaqués par l'État islamique autour de la ville de Sinjâr se réfugient dans ces montagnes.
Depuis août 2014, les monts Sinjar sont utilisés comme base arrière par les forces du Parti des travailleurs du Kurdistan dans leur lutte contre l'EI mais également contre l'armée turque. En décembre 2016, le président turc Erdoğan a menacé d'intervenir dans le Nord de l'Irak si la situation perdurait.